# Sourcefabric
A Sourcefabric egy működő nonprofit szervezet, amelynek székhelye Csehországban, Prága városában található. Németországban Berlinben, s továbbá a kanadai Torontóban rendelkezik leányvállalatokkal. A Sourcefabric a Médiumok Fejlesztésére Létrehozott Befektetési Alap Camware nevezetű projektjéből vált ki 2010 májusában.

## Szoftver
Ezeket a nyílt forráskódú szoftvereket a független médiai szervezetek számára fejlesztik. Ezekbe a szoftverekbe formálisan bekerült a Campsite és a Campcaster is. 2011. január 17-én a Sourcefabric bejelentette a Campsite Newscoop-ra és a Campcaster Airtime-ra való átnevezését, plusz egy új dolgot is hozott, a Superdesk-et. 2011. november 10-én hivatalosan is bejelentette a Superdesk fejlesztését, amely a hírszerkesztőségek hatékony kezelő eszköze a teljes újságírói feladatkörre vonatkozóan. 2012. február 14-én, A Sourcefabric bejelentette a Booktype 1.5 fejlesztését a Floss Manuals Foundation-nal közösen együttműködve.

## Képzés
A Sourcefabric képzést is biztosít az újságírással foglalkozó diákok, valamint a hivatásos újságírók számára, hogy miként lehet alkalmazni ezeket az új médiaeszközöket. Ez a képzési folyamat és tanácsadási tevékenység elindult Afrikában (Szenegál, Zimbabwe), a különböző uniós országokban, továbbá a volt Grúz Szovjet Köztársaság területén.

## Megvalósítás
2011 áprilisában, a Sourcefabric együtt dolgozott a West Africa Democracy Radio egy hír-felület létrehozásán, amelybe bele van integrálva az Airtime, a Newscoop és a Soundcloud is. TagesWoche, a svájci online és nyomtatott formában is futó újság, 2011 októberében indult el a Newscoop új gazdag funkcióival.

## Díjak
A West Africa Democracy Radio projekt nyert az Innovációk az újságírásban kategóriában a 2011-es Knight-Batten Awards-on. Az Airtime-ot jelölték döntőbe a 2011-es Packt Open Source Multimedia Software Awards-on. A Superdesk-et jelölték a 2011-es Ashoka Google Citizen Media Globális Innovációs Versenyen 2011 novemberében.
Az Airtime nyert a 2012-es The Guardian's Digital Innovation Award-on a társadalmi változásra legjobban használható technológia című kategóriában. 2012 novemberében jelentették be, hogy a Sourcefabric egyik nyertese az Afrikai Hír Innovációs Díjnak a Mozanbikban lévő Citizen Desk-kel. A Booktype ezüstérmet nyert a 2012-esi Lovie Awards-on, Web Szolgáltatások & Applikációk kategóriában.

## Idegen nyelvű hivatkozások
1. ↑  A Sourcefabric honlapja http://www.sourcefabric.org/.
2. ↑  New open source organization is dedicated to quality journalism[halott link]
3. ↑  Superdesk is an open-source newsroom for citizen media. [2015. május 19-i dátummal az eredetiből archiválva]. (Hozzáférés: 2015. május 18.)
4. ↑  Charman-Anderson, Suw. „Booktype: Book collaboration made easy”, Forbes, 2012. február 14.
5. ↑  New open source company aimed at journalists
6. ↑  WADR launches new website. [2011. június 11-i dátummal az eredetiből archiválva]. (Hozzáférés: 2015. május 18.)
7. ↑  TagesWoche Portrays New Future for Swiss Media Landscape. [2015. május 19-i dátummal az eredetiből archiválva]. (Hozzáférés: 2015. május 18.)
8. ↑  Storify Wins $10000 Knight-Batten Award. [2011. augusztus 9-i dátummal az eredetiből archiválva]. (Hozzáférés: 2015. május 19.)
9. ↑  2011 Knight-Batten Winners Include Storify, Andy Carvin. [2012. október 29-i dátummal az eredetiből archiválva]. (Hozzáférés: 2015. május 19.)
10. ↑  Open Source Radio Station Management Software Airtime Sees New Release
11. ↑  Superdesk Brings Digital Newsroom to Independent Media Organisations. [2015. május 21-i dátummal az eredetiből archiválva]. (Hozzáférés: 2015. május 19.)
12. ↑  „Guardian Awards for Digital Innovation - winners 2012”, The Guardian, 2012. március 23.
13. ↑  ANIC Winner 2012
14. ↑  2nd Annual Lovie Honourees. (Hozzáférés: 2015. május 19.)